# اوگوشتدورف
اوگوشتدورف (به آلمانی: Augustdorf) یک شهر در آلمان است که در لیپه واقع شده‌است. اوگوشتدورف ۹٬۵۴۷ نفر جمعیت دارد.